# Mort Weisinger
Compléments
Aquaman
 Green Arrow
Superman
Mortimer Weisinger ou Mort Weisinger (né le 25 avril 1915 et mort le 7 mai 1978 à New York) est écrivain et scénariste de comics américain. C'est un auteur de l'Âge d'argent des comics et créateur d'Aquaman, Green Arrow… pour DC Comics.

## Biographie
Mortimer Weisinger est né dans une famille juive, son père était un homme d'affaires.
Mort étudie à l'Université de New York. Il commence par écrire des histoires pour Amazing Stories & Wonder Stories.
Il rentre chez DC Comics, créa les superhéros Green Arrow & Aquaman en 1941 et arrête sa carrière pour partir à l'armée durant la deuxième guerre mondiale. Il est sergent et écrit des scénarios pour des émissions de radio.
De retour chez DC Weisinger devient responsable éditorial pour les comics de Superman.
Il engage le scénariste Otto Binder comme scénariste principal de l'homme d'acier. Binder, dans les années 1940 était le scénariste de Captain Marvel, le plus important concurrent de Superman, pour Fawcett Comics. Grâce à lui l'aspect science-fictionnel de la série est plus présent et de nombreux éléments importants du monde de Superman sont introduits comme la forteresse de la Solitude ou la kryptonite rouge. Par ailleurs, Weisinger décide d'ajouter une page dédiée au courrier des lecteurs dans les comics qu'il dirige et il en profite pour connaître les attentes de ceux-ci. À la suite de plusieurs propositions de lectrices désireuses de voir un équivalent féminin à Superman il demande à Binder de créer une Supergirlqui apparaît dans Action Comics 252 daté de mai 1959.
Weisinger améliore l'histoire de Superman. Il est l'éditeur en chef de DC Comics, mais il fut critiqué pour sa gestion autoritaire, allant jusqu'à dicter des histoires aux scénaristes.
Abbie Hoffman le mettra dans son livre who's who intitulé "Steal This Book" en 1971.
Il est mort d'un infarctus du myocarde en 1978.

## Publications
- Amazing Stories
- Wonder Stories
- Startling Stories
- DC Comics
- Action Comics
- Superman
- Adventure Comics
- Showcase Superman
- Superman Supacomic
- Superman's Girlfriend, Lois Lane
- Superboy
- Tales of the Legion of Super-Heroes
- More Fun Comics
- Leading Comics
- Real Fact Comics
- Arion (comics) (en)
- Sandman (Golden Age)
- 1001 Valuable Things You Can Get Free, 1977 (Bantam Books)
- The Contest, 1970
- Captain Future
- Detective Comics
- Justice League of America
- Secret Origins…
- Slam-Bang Comics
- Star Spangled Comics
- Strange Adventures
- Super Heroes Album
- World's Finest Comics

autres écrit
- Reader's Digest
- Collier's Weekly
- The Saturday Evening Post
- Better Homes and Gardens (magazine) (en)
- Parade Magazine

## Créations
- Aquaman
- Green Arrow (Oliver Queen)
- Speedy (comics) cocréateur Paul Norris
- Controllers (DC Comics) (en) cocréateur Jim Shooter & Curt Swan
- Seven Soldiers of Victory cocréateur Mort Meskin
- Vigilante (comics) cocréateur Mort Meskin
- Tarantula (DC Comics) (en)
- Dan the Dyna-Mite (en)
- Sand (comics) cocréateur Paul Norris
- Karate Kid (comics) (en) cocréateur Jim Shooter
- Nightwing (Van-Zee) cocréateur Edmond Hamilton
- Johnny Quick (en) aka Johnny Chambers

## Prix et récompenses
- 1978 : Prix Inkpot (à titre posthume)
- 2001 : Temple de la renommée Jack Kirby (à titre posthume)
- 2010 : Temple de la renommée Will Eisner (à titre posthume)

## Autres média
- Aquaman (TV) 2006 de Miles Millar & Alfred Gough